# Bianca Schwarzjirg
Bianca Schwarzjirg (* 23. September 1980 in Wien) ist eine österreichische Fernsehmoderatorin und -sprecherin. Sie ist die ältere Schwester von Sasa Schwarzjirg und lebt in Wien und Bad Gastein.

## Leben und Karriere
Schwarzjirg wurde als Tochter eines österreichischen Unternehmers und einer kroatisch-italienischen Psychotherapeutin geboren. Sie wuchs in Tullnerbach in Niederösterreich auf. In ihrer Jugend war sie Leichtathletin beim SV Schwechat. Während ihrer Schul- und Studienzeit verbrachte sie mehrere Semester im Ausland. Nach ihrer Matura 2000 am Sacré Coeur Pressbaum studierte sie Publizistik und Psychologie an der Universität Wien.
Ihre Karriere startete die TV-Moderatorin bei der wöchentlichen Kindersendung jollyboxx.tv bei Super RTL, moderierte 10 Jahre lang beim Radiosender Kronehit und arbeitete später auch für den Wiener Stadtsender W24, bevor sie als Moderatorin bei Sat.1 Österreich mit den Sendungen Connect It und Consol TV begann. Seit 2008 gehört sie zum Moderatorenteam des Café-Puls-Frühstücksfernsehens von ProSieben Austria, Sat.1 Österreich und Puls 4. Gemeinsam mit Florian Danner bildet sie das Anchorteam, die beiden moderieren 3 Wochen im Monat das Morgenmagazin. Bianca Schwarzjirg gilt als das Allroundgesicht des Senders und moderierte unter anderem das wöchentliche Internet-Magazin PULS 4 Google Trends, den „Stadtreport“, das Society-Magazin „Pink“ sowie „Topmodel Backstage“. In der 6. und 7. Staffel war sie Jurymitglied bei Austria’s Next Topmodel.
Außerdem moderierte Schwarzjirg den Amadeus Award, führte durch die LIVE-Finalsendungen von Austria’s Next Topmodel und agierte als Moderationskollegin von Johannes B. Kerner in der Hauptabendsendung „Deutschland gegen Österreich“. Für das Frühstücksfernsehen Café-Puls moderierte sie die Oscar-Spezialsendung.
Gemeinsam mit Rainer Schönfelder moderierte sie die Puls4 Hauptabendshow Family Night Race, bei dem Skifamilien gegeneinander antraten. Die Show wurde in Bad Gastein/Salzburg aufgezeichnet.
Die österreichische TV-Moderatorin hat eine sehr starke Präsenz und Reichweite auf den Social-Media-Kanälen.

## Privates
Bianca Schwarzjirg lebt gemeinsam mit ihrem Mann und ihrer Tochter in der Nähe von Wien.

## Sonstiges
Sie ist seit 2012 Pink-Ribbon-Botschafterin und unterstützt die österreichische Krebshilfe. Gemeinsam mit Michael Szymoniuk organisierte sie (2018 und 2019) den Pink Run in Bad Gastein. Außerdem machte sie Werbung für Palmers und Coca-Cola sowie für Mercedes Wiesenthal, Jones, Pandora und Jaguar Land Rover. Momentan wirbt sie für die Automarke MG und ist Markenbotschafterin für Breitling. Schwarzjirg zierte mehr als 30 Cover von österreichischen Magazinen und Zeitungen, sie wurde Titelgirl auf dem ersten österreichischen Playboy, erschienen im März 2012.